# ماجستير علم النفس
ماجستير علم النفس بالإنجليزية (Master of Psychology) (مختصر Psy. M. أو M.Psych.) هي درجة الماجستير في مجال علم النفس.

## فرنسا
في فرنسا، ماجستير علم النفس (PsyM) هي درجة مهنية أو ماجستير بحثي ويتم تقديمها من خلال عدد من الجامعات المختلفة. يعتبر ماجستير علم النفس (PsyM) تخصصًا في أحد مجالات علم النفس المختلفة (علم النفس العصبي، علم النفس المرضي، علم النفس المهني. . .)
ماجستير علم النفس مطلوب للوصول إلى لقب طبيب نفساني.
يتعين على جميع الطلاب الملتحقين ببرنامج ماجستير علم النفس (PsyM) احترافي الحصول على درجة البكالوريوس المعترف بها في مجال ذي صلة. إن ماجستير علم النفس (PsyM) هو دبلوم مدته سنتان، يمنح في فصوله دبلومًا جامعيًا لمدة 5 سنوات.

## روابط خارجية
- علم النفس، une profession réglementée